# Incantation (Film)
Incantation (Chinesisch: 咒; Pinyin: Zhòu) ist ein taiwanischer Found-Footage-Horrorfilm von Regisseur Kevin Ko. Der Film erschien am 18. März 2022 in Taiwan. Seit dem 8. Juli 2022 ist er zudem auf Netflix aufzufinden.

## Handlung
Der Film beginnt damit, dass die Erzählerin und Protagonistin, eine Frau namens Li Ronan, den Zuschauern ein Symbol präsentiert und die Zuschauer darum bittet, sich dieses Symbol einzuprägen sowie einen zusätzlich genannten Spruch aufzusagen, um somit Segen zu senden und ihre sechsjährige Tochter Dodo von einem Fluch zu befreien. Das Symbol sowie der Spruch können oft im Film angefunden werden, um die Einprägung dieser zu fördern. Die Ereignisse des Filmes werden nicht linear dargestellt.
Sechs Jahre vor der eigentlichen Handlung des Filmes dokumentierten Ronan, ihr Freund Dom und dessen Cousin, Yuan, ein religiöses Ritual. Hierfür reisten sie in das abgelegene Dorf des Chen-Clans, mit welchem Yuan und Dom verwandt sind, welcher einer esoterischen Religion aus der Region Yunnan angehört, die eine Gottheit namens Mutter-Buddha verehrt. Das Trio musste als Teil des Rituales seine Namen abgeben und den zuvor erwähnten Spruch aufsagen. Ein Mitglied des Clans befahl ihr, auch den Namen ihrer Tochter auf diese Weise abzugeben, sobald sie geboren ist. Dies verwunderte Ronan, da ihre Schwangerschaft ihr nicht bekannt war.
In der darauffolgenden Nacht versuchte die Gruppe den Clan zu beobachten, wie er ein weiteres Ritual ausführte, bei welchem sie sahen, wie ein Mädchen scheinbar freiwillig für eine Opfergabe vorbereitet wurde. Sie fanden das bewusstlose und mit Runen beschriebene Mädchen vor einem Tunnel liegend, welchen sie allerdings nicht betreten durften. Um weitere mögliche Opfer zu retten, entschieden sich Dom und Yuan, den Tunnel zu betreten, während Ronan zurückblieb. Nach einer Weile rannte Yuan schreiend aus dem Tunnel heraus, während Doms Leiche später aus dem Tunnel getragen wurde. Das gesamte Ereignis wurde gefilmt, jedoch wurde der Teil, der den Inhalt des Tunnels zeigt, beschädigt. Nachdem sie ihre Tochter Dodo zur Welt gebracht hatte, gab sie diese einer Pflegefamilie und besuchte eine Psychiaterin.
Sechs Jahre danach nimmt Ronan ihre Tochter wieder bei sich auf. Nach bereits kurzer Zeit scheint Dodo allerdings von einem unsichtbaren Wesen geplagt zu werden, während weitere scheinbar paranormale Dinge geschehen. Gleichzeitig erkrankt Dodo schwer, was dazu führt, dass sie wieder aus Ronans Haushalt entfernt wird. Ronan gelingt es allerdings, Dodo mit der Hilfe eines Manager des Pflegeheimes, eines Mannes namens Ming, Dodo zu retten. Zusammen bringen sie Dodo zu einem Schrein, bei welchem ein Priester und seine Frau versuchen, dieser zu helfen. Hierfür verbieten sie Dodo allerdings, die nächsten sieben Tage Essen zu sich zu nehmen. Als jedoch Runen auf ihrem Körper erscheinen und sich ihr Zustand noch weiter verschlechtert, entscheidet Ronan sich dazu, ihr Essen zu geben. Daraufhin werden der Priester und seine Frau umgebracht und Ronan bringt Dodo in ein Krankenhaus.
Währenddessen reist Ming nach Yunnan, um mehr über die Religion des Chen-Clans herauszufinden, und stellt die Aufnahme des Tunnels wieder her. Er entscheidet sich allerdings dagegen, Ronan die wiederhergestellte Aufnahme zu senden, da nun auch sein Zustand sich allmählich verschlechtert. Zu einem späteren Zeitpunkt wird er aber besessen und sendet Ronan eine Kopie der Aufnahme, woraufhin er sich umbringt, indem er seinen Kopf mehrfach gegen seinen Tisch schlägt. In der Aufnahme wird offenbart, dass Yuan und Dom im Tunnel eine Statue von der Mutter-Buddha fanden, deren Gesicht verdeckt war. Dom stirbt auf die gleiche Weise wie Ming, nachdem er versucht, die Gesichtsbedeckung zu entfernen. Ebenso wird gezeigt, dass Yuan besessen wurde und daraufhin in dem Dorf auf unbekannte Weise verstarb.
Ronan, zum Publikum sprechend, gesteht, dass sie über den eigentlichen Zweck des Spruches gelogen hat. Es wird gezeigt, wie sie mit einem Priester in Yunnan redet, der erklärt, dass das Ritual diejenigen, deren Namen abgegeben werden, verflucht. Der Spruch hilft dabei, diesen Fluch auf mehr Menschen zu verteilen und somit für jede einzelne Person abzuschwächen. Das Gesicht der Mutter-Buddha war in der Aufnahme verdeckt, da es die Quelle des Fluches ist. Ronan befindet sich nun in dem Tunnel, in welchem auch der Mutter-Buddha-Altar steht, und fragt die Zuschauer nach ihren Namen, woraufhin sie das Gesicht der Statue in der Aufnahme zeigt. Nachdem sie selbst das Gesicht betrachtet, stirbt sie auf die gleiche Weise wie Dom und Ming zuvor. Am Ende des Filmes wird eine glückliche und gesunde Dodo gezeigt, womit angedeutet wird, dass der Fluch nun mit dem Publikum geteilt wurde.

## Hintergrund
Der Film ist von einem Vorfall in dem Gushan Bezirk der Stadt Kaohsiung inspiriert, bei welchem eine Familie glaubte, von verschiedenen chinesischen Gottheiten besessen zu sein, und sich gegenseitig beschuldigten, in Wahrheit von Dämonen besessen zu sein. Sie verbrannten sich gegenseitig mit Räucherwerken und warfen Urin und Fäkalien aufeinander. Letztendlich entschieden sie sich dazu, ihre älteste Tochter gemeinsam umzubringen.
Incantation hat insgesamt 170.000.000 NT (umgerechnet 5.500.000 €) eingebracht und ist somit der erfolgreichste taiwanische Film des Jahres 2022 (Stand Juni 2022). Der US-amerikanische Aggregator Rotten Tomatoes erfasste 63 % wohlwollende Kritiken unter acht Rezensionen.